# St. Johannes (Speyer)
Die Pfarrkirche St. Johannes (Täufer) in Speyer war ein Sakralbau in der Nähe des Augustinerklosters. Sie stand vom 11. bis zum Anfang des 19. Jahrhunderts.

## Bau und Geschichte
Die Johanneskirche war eine der ältesten Kirchen der Stadt Speyer. Die romanische Saalkirche mit Chor und nördlichem Chorflankenturm stammte in ihrem Kern aus dem 11. Jahrhundert. Nach ihrer Zerstörung durch den Speyerer Stadtbrand von 1689 blieb sie viele Jahre als Ruine stehen. Erst um 1770 wurde die Kirche notdürftig wiederhergestellt. Allerdings wurde auch das Gotteshaus bald darauf ein Opfer der Französischen Revolution und Anfang des 19. Jahrhunderts abgebrochen. 
An ihrer Stelle ließ die Stadtverwaltung Speyer die Pfälzische Landesbibliothek errichten, in deren Gebäude seit dem Ende des 20. Jahrhunderts das Stadtarchiv Speyer untergebracht ist. Lediglich der Name der Johannesstraße erinnert noch an die romanische Kirche aus der Zeit der Salier.